# Coates-Goshen Automobile Company
Coates-Goshen Automobile Company war ein US-amerikanischer Hersteller von Automobilen.

## Unternehmensgeschichte
Joseph Saunders Coates hatte bereits 1905 ein Automobil hergestellt. 1908 gründete er dazu ein Unternehmen in Goshen im US-Bundesstaat New York. 1909 präsentierte er ein Fahrzeug auf einer Automobilausstellung im New York Crystal Palace. Der Markenname lautete Coates-Goshen. 1910 endete die Produktion, nachdem ein Feuer die Fabrik zerstört hatte. Im Oktober 1911 folgte der Bankrott.
Insgesamt entstanden 32 Fahrzeuge. Unter den Käufern waren Fritzi Scheff und Monty Woolley.

## Fahrzeuge
Die Modellbezeichnungen bestanden 1909 aus dem Wort Model plus PS-Leistung als Zahl. 1910 entfiel Model, stattdessen wurde der Wert der Motorleistung als Zahlwort geschrieben. Alle Fahrzeuge hatten einen Vierzylindermotor.
1909 hatte das Model 25 einen Motor mit 25 PS Leistung. Der Radstand betrug 284 cm. Sechssitziges Town Car, viersitziger Runabout und viersitziger Baby Tonneau sind überliefert. Im Model 32 leistete der Motor 32 PS. Das Fahrgestell hatte 295 cm Radstand. Runabout und Baby Tonneau entsprachen dem kleineren Modell. Dritte Karosserievariante war ein fünfsitziger Tourenwagen.
1910 umfasste das Sortiment drei Modelle. Der Thirty-Two entsprach dem Vorjahresmodell. Der Runabout entfiel. Im Forty-Five leistete der Motor 45 PS. Der Radstand betrug 312 cm. Zur Wahl standen fünf- und siebensitzige Tourenwagen sowie ein viersitziger Runabout. Das größte Modell Sixty hatte 356 cm Radstand und einen Tourenwagenaufbau, der sieben Personen Platz bot. Der Motor leistete 60 PS.

## Modellübersicht
| Jahr | Modell     | Zylinder | Leistung (PS) | Radstand (cm) | Aufbau                                                         |
| ---- | ---------- | -------- | ------------- | ------------- | -------------------------------------------------------------- |
| 1909 | Model 25   | 4        | 25            | 284           | Town Car 6-sitzig, Runabout 4-sitzig, Baby Tonneau 4-sitzig    |
| 1909 | Model 32   | 4        | 32            | 295           | Runabout 4-sitzig, Baby Tonneau 4-sitzig, Tourenwagen 5-sitzig |
| 1910 | Thirty-Two | 4        | 32            | 295           | Baby Tonneau 4-sitzig, Tourenwagen 5-sitzig                    |
| 1910 | Forty-Five | 4        | 45            | 312           | Runabout 4-sitzig, Tourenwagen 5-sitzig und 7-sitzig           |
| 1910 | Sixty      | 4        | 60            | 356           | Tourenwagen 7-sitzig                                           |